# Historia de Letonia

Mancomunidad polaco-lituana.

A pesar de haber obtenido por primera vez su independencia en el siglo XX, la historia de Letonia incluye los hechos relevantes que acaecieron en el territorio de la actual República de Letonia desde la prehistoria hasta nuestros días. En este tiempo, el territorio formó parte de la URSS y estuvo dominado por los alemanes, polacos y rusos.

## Letonia antigua
Durante el Mesolítico (9000–5400 AC) se establecieron asentamientos permanentes de cazadores y recolectores cerca de ríos y lagos. Se han hallado 25 asentamientos cerca del Lago Lubāns. Esta gente, de la Cultura Kunda, fabricaba armas y otras herramientas de pedernales, cuernos, huesos y madera.

### Período neolítico
El Neolítico temprano (5400–4100 AC) se caracterizó por la aparición de la cerámica, de la cría de ganado y de la agricultura.
Durante el Neolítico Medio (4100–2900 AC) se desarrolló la Cultura de Narva. Los habitantes en estos tiempos eran pueblos fínicos, los antepasados de los livones, emparentados a los estonios y finlandeses y pertenecientes a la Cultura de la cerámica del peine. Uno de los cementerios comunales más importantes de Europa septentrional se hallaba en las orillas del lago Burtnieks, actualmente en Letonia. Los habitantes en aquel entonces usaban joyas de ámbar. Hacia el 2500 al 2200 AC llegaron los kurganes con idiomas indoeuropeos y el caballo.

### Pueblos bálticos
En el comienzo del Neolítico Tardío de entre los pueblos indoeuropeos se fue perfilando una serie de grupos bálticos. Su territorio se extendía desde el río Vístula en el Oeste, el Dniepr en el Sur, toda la región del Oka y del Volga ahora en Rusia y sus territorios colindaban en el Norte con los de los pueblos fínicos. 

#### La ruta del Ámbar
El único ámbar que se conocía en ese momento en Euroasia venía del Báltico. Los antiguos baltos de este tiempo participaron activamente en la ruta comercial (la ruta del ámbar). A través del continente europeo, la costa de Letonia fue conocida como un lugar para obtener ámbar. Hasta entrada la Edad Media, el ámbar era más valioso que el oro; el ámbar letón fue conocido hasta en la Grecia antigua y el Imperio romano, Egipto Antiguo y el Cercano Oriente.
Las culturas bálticas, a su vez, importaban bronce y metales preciosos.

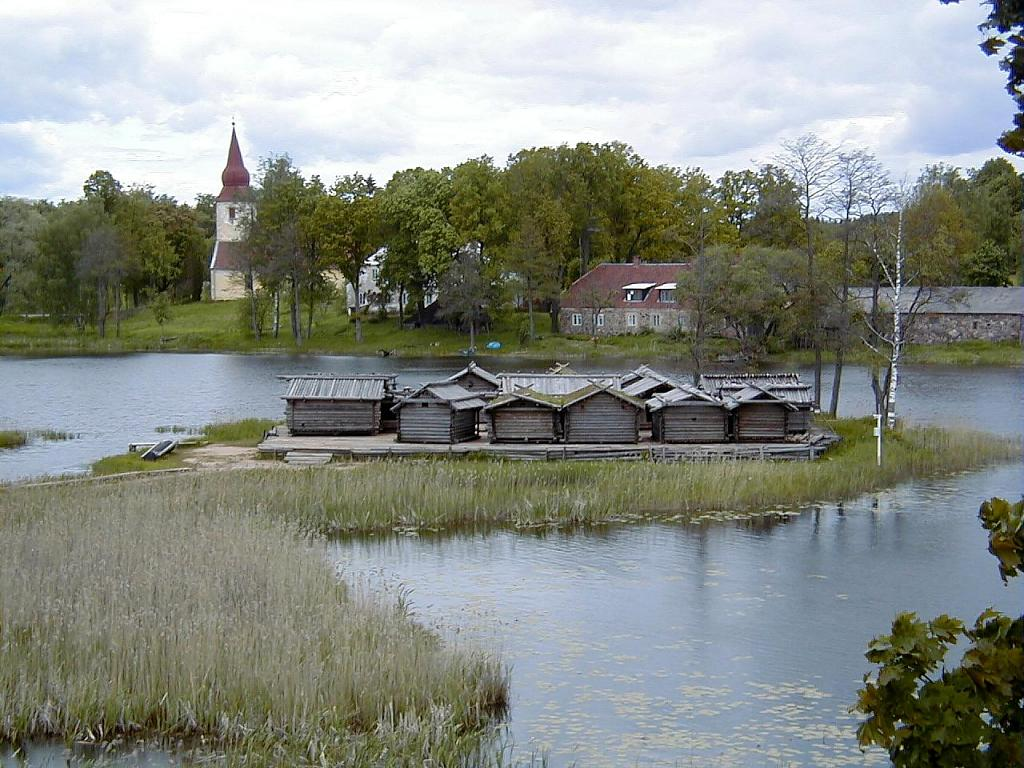
Este sitio en lago Āraiši se remonta a finales de la Edad de Hierro

Con la llegada de herramientas de hierro durante la temprana Era de Hierro (500 AC – 1 siglo DC) la agricultura se hizo mucho más efectiva y se convirtió en la actividad económica dominante. Se usaba el bronce importado para producir diversos ornamentos.
Al principio de nuestra era, el territorio de la actual Letonia era conocido como un lugar de paso. La famosa "ruta de los vikingos a los griegos", mencionada en las crónicas antiguas, se extendía desde Escandinavia, cruzaba el territorio letón navegando el río Daugava hasta la Rus de Kiev, y de ahí continuaba por el Dniéper hasta alcanzar el mar Negro y Constantinopla (hoy Estambul) en el Imperio bizantino. 
En el 900, los baltos se regían por monarquías tribales. Gradualmente, cuatro culturas bálticas tribales se formaron: curonios, latgalianos, selonios y semigalianos (en letón: kurši, latgaļi, sēļi y zemgaļi). 
La más grande de las tribus era la de los latgalianos, que eran los más avanzados política y socialmente. En 1100 y 1200, los curonios mantuvieron actividades militares con invasiones que incluían saqueo y pillaje, siendo conocidos en la costa oeste del mar Báltico como los vikingos bálticos. En cambio, los selonios y semgalianos fueron conocidos como amantes de la paz y prósperos granjeros.

## Periodo alemán

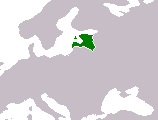
Livonia.

Conocida principalmente como Livonia, el área que hoy constituye Letonia estuvo bajo la influencia de los Hermanos Livonios de la Espada alemanes a partir del siglo XIII.
Por su situación geográfica estratégica, el territorio letón siempre ha sido invadido por naciones más grandes, y esta situación ha definido el destino de Letonia y de su gente.
Al final de la década de 1100, Letonia fue visitada nuevamente por comerciantes de Europa. En estos años arribaron comerciantes alemanes. El monje agustino Meinhard de Holstein trató de fundar un obispado en Riga, apoyado con la promesa de tropas de comerciales alemanes, daneses y suecos. Como los lugareños se oponían, terminó por establecerse en Uexküll, donde fundó una iglesia y prometió a los locales construir una fortaleza si se convertían al cristianismo.
Los baltos no deseaban cambiar de religión, y se opusieron al cristianismo. Estas noticias llegaron a oídos del papa Celestino III, el cual decidió emprender las Cruzadas Bálticas. 
Los alemanes de la Liga Hanseática fundaron Riga en 1201, que gradualmente se convirtió en la ciudad más atractiva del mar Báltico. Con la llegada de los cruzados alemanes, las antiguas monarquías llegaron a su fin. 
En el siglo XI, una confederación feudal se desarrolló bajo el mandato alemán, que se llamó Livonia. Livonia incluía a las actuales Estonia y Letonia. En 1282, Riga y después Cēsis, Limbaži, Koknese y Valmiera fueron incluidas en la Liga Hanseática. Desde entonces, Riga se convirtió en un importante punto entre este y oeste, llegando a ser el centro del Báltico oriental y formando grandes nexos culturales con occidente.
La iglesia controlaba Riga mientras que el resto de la región estaba bajo dominio de los hombres de la Orden. En 1330 los militares asediaron la ciudad. Después de resistir durante seis meses y comenzar a morir de hambre, los ciudadanos tuvieron que rendirse. La ciudad tuvo que aceptar el gobierno de la Orden. El emperador alemán Luis IV le dio el visto bueno a tal control.

## Letonia bajoSueciayPolonia
El siglo XVI fue tiempo de grandes cambios para los letones, notable por la Reforma y la caída de Livonia después de la Guerra de Livonia (1558-1583), pasando a manos de la Mancomunidad polaco-lituana. La fe luterana fue aceptada en Kurzeme, Zemgale y Vidzeme, pero la fe católica se mantuvo dominante en Latgale. 
Ducado de Curlandia en 1561-1795 era parte Polonia, (República de las Dos Naciones).
Por el tratado de Vilna el 28 de noviembre de 1561 las tierras de la orden germana son divididas en dos: Gotthard Kettler, último gran maestro de la orden, cedió la soberanía de Livonia a  Sigismundo II Augusto, rey de Polonia, que a su vez reconoció a Kettler y a su descendencia como duque de Curlandia y Semigala. La capital del ducado pasó a  ser Mitau (ahora Jelgava).

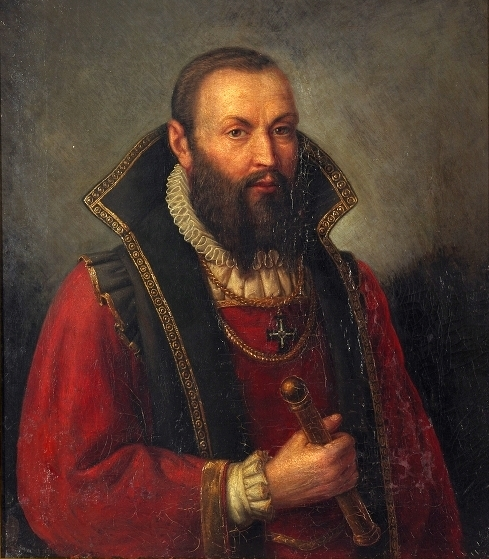
Gotthard Kettler, primer duque de Curlandia (hacia 1565)

### Curlandia como colonizadora
En los años 1600, el Ducado de Curlandia, una vez parte de Livonia, experimentó una explosión económica. 
La consolidación de la nación letona ocurrió en 1600, con la unión de los curonios, latgalianos, selenios, semgalianos y livonios (fino-ugrios, en letón: lībieši o līvi), transformándose en una nación culturalmente unida y desarrollada.
Estableció dos colonias, una en una isla en el estuario de Gambia, a la que llamaron Isla de San Andrés donde el duque de Curlandia, Jacob Kettler, construyó un fuerte llamado Fuerte Jacob, y otra en Tobago llamada Nueva Curlandia. La Isla Jacob cambió de nombre a Isla James cuando fue traspasada a Inglaterra.

### Tiempo sueco
En la Guerra Polaco-Sueca (1600-1629) Suecia tomó Riga en 1621. La ciudad se volvió la más grande y desarrollada de Suecia. Durante este tiempo Vidzeme fue conocida como “La caja de pan sueco” porque suplía al imperio sueco de su trigo. El resto de Letonia permaneció polaca hasta la Segunda partición de Polonia en 1793 (Ducado de Curlandia), cuando se volvió parte del Imperio ruso.

### Fin de colonias
El duque Jacobo murió en 1682 y su hijo, Frederico Casimiro, le siguió con el nombre de Federido II. El duque se interesaba poco por las cosas de Estado y  más por las fiestas. Gastaba sin pensar el dinero de su padre y al final, para pagar sus deudas, vende a los británicos Tobago en 1689.

## Oscilación entre las potencias rusa y alemana

Bandera de la antigua República Socialista Soviética de Letonia.

Escudo de armas de la antigua República Socialista Soviética de Letonia.

Después de ser conquistada por la Mancomunidad polaco-lituana, en el siglo XVIII y XIX, Rusia consiguió el control de Letonia y regiones vecinas.
La elite alemana, que había apoyado a Rusia, consiguió obtener de nuevo privilegios que había perdido. Las escuelas que el rey sueco Carlos XI había establecido en 1687 fueron cerradas. Los nobles alemanes se apropiaron de los terrenos que había controlado la Corona sueca. Solo los nobles podían tener posesión de la tierra. Bajo dominio ruso, los campesinos letones volvieron a convertirse en propiedad de sus amos.
Cuando Catarina I visitó Letonia y vio las condiciones miserables de vida de los campesinos letones, ordenó que se restituyesen ciertos derechos, aunque la ley apenas fue implementada.
En 1784 se introdujo un nuevo impuesto comunitario, lo que provocó numerosas protestas. Las tropas rusas marcharon entonces en Livonia y deportaron a numerosas personas a Siberia.

### SigloXIX
En 1888 se impuso en el Báltico un sistema policial ruso con numerosos espías e informantes con el fin de aplastar cualquier protesta.
El zar Alejandro III, que llegó al poder en 1881, volvió a prohibir el uso del letón en las escuelas y los profesores y maestros que usaban el alemán o el letón tuvieron dos años para aprender el ruso o dejar de dar clases. Muchos de ellos terminaron por exiliarse.
Incluso la Universidad de Dorpat, en la actual Estonia, fue transformada de una institución con profesores calificados en alemán en una de profesores en ruso poco entrenados.
Pese a todo esto, a finales del siglo XIX floreció la literatura en letón. El poeta Andrejs Pumpurs recreó la leyenda nacional Lāčplēsis en una épica enorme. Otro poeta de la época fue Miķelis Krogzemis, también conocido como Auseklis, con su Gaisma Pils.
La prosa fue liderada por los hermanos Reinis Kaudzīte y  Matīss Kaudzīte. Otro novelista famoso fue Rūdolfs Blaumanis.

### Comienzo delsigloXX
En 1905 con motivo de la revuelta general en Rusia los alemanes bálticos consiguieron negociar con el gobierno de Moscú para que se parase el proceso de rusificación y en vez de ello se estableciesen escuelas alemanas.
Aun así en 1908-1909 volvió otro período de rusificación, se prohibió el uso del letón en las escuelas y se controló el uso del alemán.
Con la llegada de la Primera Guerra Mundial el zar ruso permitió que los conscriptos letones fuesen bajo una bandera letona. Los letones decían que había poca diferencia entre servir al Kaiser o al Zar. Aun así, las tropas letonas consiguieron parar el avance alemán en la línea de Daugava durante un tiempo.
Con Rusia devastada por la revolución y la Primera Guerra Mundial, el 15 de enero de 1918 los nacionalistas letones proclamaron la república, pero los ejércitos alemanes controlaban la región. Después de la firma por Alemania del armisticio de Compiègne, los letones proclamaron la independencia de Letonia el 18 de noviembre de 1918. 
No obstante, Alemania recibió el apoyo de los Aliados para que algunos grupos germanos armados permanecieran en los territorios de Letonia, frustrando los planes de un estado letón verdaderamente independiente. Esto se hizo con el objetivo de proteger el Báltico de los bolcheviques rusos, quienes ya estaban ocupando regiones al este de Letonia, incluyendo a Riga.
Las fuerzas germanas, la Baltische Landeswehr inició entonces una lucha dual contra los rusos bolcheviques y los nacionalistas bálticos. Los estonios acudieron en ayuda de los nacionalistas letones, y en la batalla de Wenden, los derrotaron.
En la batalla de Daugavpils, los ejércitos de Polonia apoyaron a Lituania contra el Ejército Rojo, logrando una victoria decisiva. El 20 de agosto de 1920, la Rusia Soviética reconocería la independencia de Letonia.

## Segunda Guerra Mundial

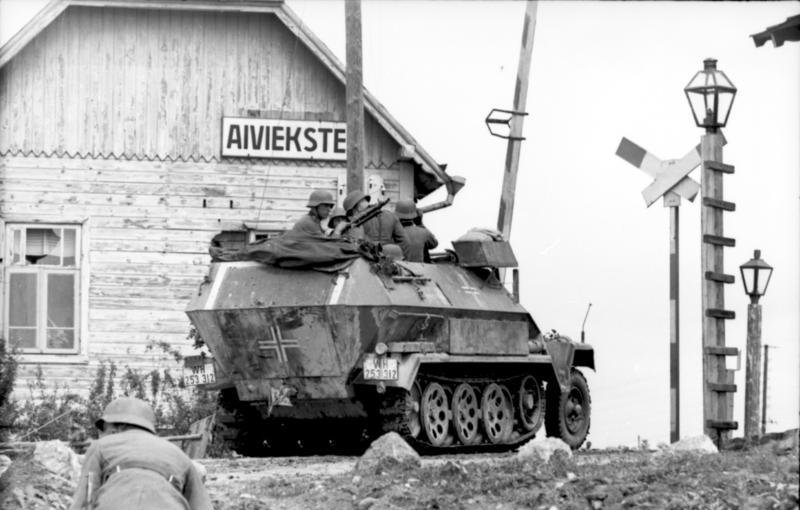
Imagen del Archivo Federal Alemán (Bundesarchiv). Muestra un vehículo blindado en Aiviekste, Letonia, frente a un paso a nivel.

Este período de independencia duró poco, ya que en 1939, poco después de la invasión soviética de Polonia, Estonia, Letonia y Lituania fueron presionadas por la Unión Soviética para que permitieran el establecimiento de bases militares en sus territorios. El gobierno de Letonia accedió el 5 de octubre de ese mismo año. El 16 de junio de 1940, al mismo tiempo que Alemania conquistaba Francia, la Unión Soviética invadió Letonia. El presidente Kārlis Ulmanis fue arrestado y murió en 1941 en camino a una prisión en Turkmenistán. El 5 de agosto, Letonia fue anexada a la Unión Soviética bajo el nombre de República Socialista Soviética de Letonia, iniciando el "año del terror". Esta agresión se realizó de acuerdo al Pacto Soviético-Nazi (pacto Ribbentrop-Mólotov) del 23 de agosto de 1939.
Del 14 al 15 de julio de 1940 se celebraron unas elecciones fraudulentas en los países bálticos. Solo una lista de candidatos previamente aprobados por el "Parlamento del Pueblo" pudo participar. Las papeletas tenían las siguientes instrucciones: "Solo la lista del Bloque del Partido Popular Letón debe ser votado. La papeleta debe depositarse sin cambios." La supuesta participación fue de un 97,6%. Lo más curioso del caso es que los resultados completos de las elecciones fueron publicados en Moscú doce horas antes de que terminasen las elecciones. Documentos electorales soviéticos posteriormente encontraron mostraron que los resultados eran totalmente ficticios. Poco Se establecieron tribunales para castigar a los "traidores del pueblo, aquellos que no habían cumplido con su deber político de votar por el ingreso de Letonia en la URSS".
El 10 de julio de 1941, los ejércitos alemanes ocuparon totalmente a Letonia, que fue administrada en conjunto con Lituania y Estonia por el Reichskommissariat Ostland. Los nazis emprendieron una campaña contra los judíos, gitanos y "elementos comunistas". Muchos lituanos fueron reclutados por el ejército alemán para luchar en el frente ruso (15.ª División de Granaderos SS).
Al revertirse el curso de la guerra, los soviéticos avanzaron hacia Letonia, conquistando Riga el 13 de octubre de 1944. Muchas unidades del Grupo de Ejércitos Norte alemán no pudieron retirarse a tiempo y quedaron atrapadas en Curlandia, formándose la bolsa de Curlandia. Curlandia se llenó entonces de soldados alemanes y letones, así como de civiles, que temían a la represión soviética. Hitler nunca autorizó la evacuación de Curlandia, y el 9 de mayo de 1945, el Grupo de Ejércitos Curlandia se rindió. No obstante, unos 150.000 letones escaparon a Alemania y a Suecia en botes.
En 1944, cuando los avances militares soviéticos llegaron a la zona, intensos combates tuvieron lugar entre las tropas alemanas y soviéticas, que terminó con otra derrota de los alemanes. Durante el curso de la guerra, tanto las fuerzas alemanas como las soviéticas reclutaron letones para sus ejércitos, aumentando de esta manera la pérdida de "los recursos vivos de la nación". 

## Ocupación soviética desde 1944
En 1944 Letonia una vez más quedó bajo control soviético y los partisanos letones comenzaron su lucha contra el otro ocupante - la Unión Soviética. 160.000 habitantes de Letonia huyeron a Alemania y Suecia. El 25 de marzo de 1949, 43.000 los campesinos considerados ricos ("kulaks") y los patriotas letones ("nacionalistas") fueron deportados a Siberia en una operación represiva efectuada en los tres Estados bálticos, que fue aprobada en Moscú el 29 de enero de 1949. En total 120.000 habitantes de Letonia fueron encarcelados o deportados a campos de concentración soviéticos (Gulag). Algunos lograron escapar de la detención y se unieron a los partisanos.
En el período posterior a la guerra, Letonia se vio obligada a adoptar métodos de producción soviética y la infraestructura económica desarrollada en los años 1920 y 1930 fue erradicada. Las zonas rurales se vieron obligadas a la colectivización. 

### Cambios demográficos
La afluencia masiva de trabajadores, administradores, personal militar y sus dependientes de Rusia y otras repúblicas de la URSS comenzó. Para 1952 la población de etnia letona había caído a un 54% y en Riga los letones eran apenas algo más de un tercio de la población. En 1959 cerca de 400.000 personas llegaron de otras repúblicas soviéticas. y la población de etnia letona había caído al 62%. [19] Un amplio programa para imponer el bilingüismo se inició en Letonia, la limitación del uso de la lengua letona, en favor de la rusa. Todas las escuelas de las minorías (judíos, polacos, bielorrusos, estonios, lituanos) se cerraron dejando sólo dos idiomas de instrucción en las escuelas: letón y ruso. [20] El idioma ruso se enseñaba acompañado de la literatura rusa, música rusa y la historia de la Unión Soviética.

### Período post-Stalin
El 5 de marzo de 1953 Iósif Stalin murió y siendo su sucesor Nikita Jruschov. El período conocido como el deshielo de Jruschov comenzó, pero los intentos de los comunistas letones encabezados por Eduards Berklavs para obtener un grado de autonomía para la república y proteger la situación de rápido deterioro de la lengua letona no tuvieron éxito. En 1959, después de la visita de Jruschov a Letonia comunistas nacionales fueron despojados de sus puestos y Berklavs fue deportado a Rusia.
Debido a que Letonia aún mantenía una infraestructura bien desarrollada y especialistas en educación se decidió en Moscú que algunas de las fábricas más avanzadas de la Unión Soviética debían situarse en Letonia. Nueva industria se creó en Letonia, incluyendo una fábrica de maquinaria principal de la RAF en Jelgava, fábricas electrotécnicas en Riga, fábricas de productos químicos en Daugavpils, Valmiera y Olaine, así como alimentos y plantas procesadoras de aceite. [21] Sin embargo, no había suficientes personas para operar las fábricas de nueva construcción. Con el fin de ampliar la producción industrial, más inmigrantes de otras repúblicas soviéticas se transfirieron al país, disminuyendo notablemente la proporción de los letones étnicos.

### Rusificación a finales de la ocupación soviética
En 1989, los letones étnicos constituían aproximadamente el 52% de la población (1.387.757), frente a la proporción del 77% (1.467.035) anterior a la Segunda Guerra Mundial. En 2005 había 1.357.099 letones étnicos, que muestra una disminución real en la población titular. Proporcionalmente, sin embargo, la etnia letona ya cuenta con aproximadamente el 60% de la población total de Letonia (2.375.000).

## Final de la época soviética
En 1988 el Movimiento por la Independencia de Letonia (LNNK) exigió la libertad de prensa, el fin de la "rusificación" del país y la formación de partidos políticos independientes.
El 23 de agosto de 1989 tuvo lugar la Cadena Báltica, en la que más de un millón y medio de personas formaron una cadena humana que unió las tres capitales bálticas de Vilna, Riga y Tallin. Con la manifestación los bálticos querían llamar la atención de la comunidad internacional sobre su deseo de libertad. Se organizó para conmemorar el día en que en 1939 se firmó el Pacto Ribbentrop-Mólotov de cooperación entre los nazis y los soviéticos. Los bálticos solicitaban el retiro de las tropas de ocupación soviéticas.
En 1989, el Congreso del Frente Popular de Letonia (LFT) ganó las elecciones y se aprobó la independencia económica y política, pese a la resistencia de Moscú.
El 11 de enero de 1991 paratropas de Moscú atacaron el Centro de Prensa de Vilna. En la noche del 13 de enero trataron de tomar diversos edificios gubernamentales. Cientos de civiles lituanos se enfrentaron a los miliates. El 20 de enero tanques soviéticos, apoyados por el OMON, marcharon en Riga para tomar el Ministerio de Interiores. Los defensores del régimen soviético asesinaron a un camarógrafo lituano. 
El 19 de agosto de 1991 se produjo un golpe de los militares en Rusia para deshacerse de Gorbachóv. El 21 de agosto los tanques soviéticos volvieron a ocupar Riga pero los letones defendieron los edificios del gobierno. Los militares solo se retiraron cuando se dieron cuenta de que en Rusia Yeltsin había hecho fracasar el golpe de Estado.
El 6 de septiembre de 1991 el Congreso de la antigua URSS reconoció formalmente la independencia de las Repúblicas del Báltico. Letonia fue entonces admitida en las Naciones Unidas.

## Letonia independiente
Bajo la presidencia de Guntis Ulmanis, en 1983 se dio inicio a la liberalización económica, la cual provocó una grave crisis de desempleo de difícil recuperación. Pese a la privatización masiva de empresas estatales, la inestabilidad política y económica continuó hasta 1985, cuando las reformas en el comunismo soviético como la glásnost estimularon el movimiento de independencia letón, recobrando Letonia su independencia el 21 de agosto de 1991 a raíz de la llamada Revolución Cantada.
En los últimos años del siglo XX y comienzos del XXI, la sociedad letona se enfrenta con tensiones étnicas que se complican por la diversidad racial del país y por la fuerte influencia rusa. 

### Reintegración con Occidente
El 20 de septiembre del 2003 se aprobó por referéndum (69,6 % de los letones, aproximadamente 1,4 millones) la adhesión de su país a la Unión Europea como ya realizaron Lituania y Estonia. La entrada oficial se realizó en mayo del 2004. 
En 2004 Letonia pasó a formar parte de la OTAN.
El 1 de enero de 2014, se convirtió en el decimoctavo país de la eurozona.